# Канеп, Меэлис
Меэлис Канеп (эст. Meelis Kanep; 27 мая 1983, Выру) — эстонский шахматист, гроссмейстер (2006).
Трёхкратный чемпион Эстонии (2004, 2005 и 2007).
В составе национальной сборной участник 5-и Олимпиад (2002—2010).

## Изменения рейтинга
| Графики недоступны из-за технических проблем. См. информацию на Фабрикаторе и на mediawiki.org. |